# Isoetes lacustris
Isoetes lacustris L. (1753)) es una especie de licopodio perteneciente a la familia de las isoetáceas.

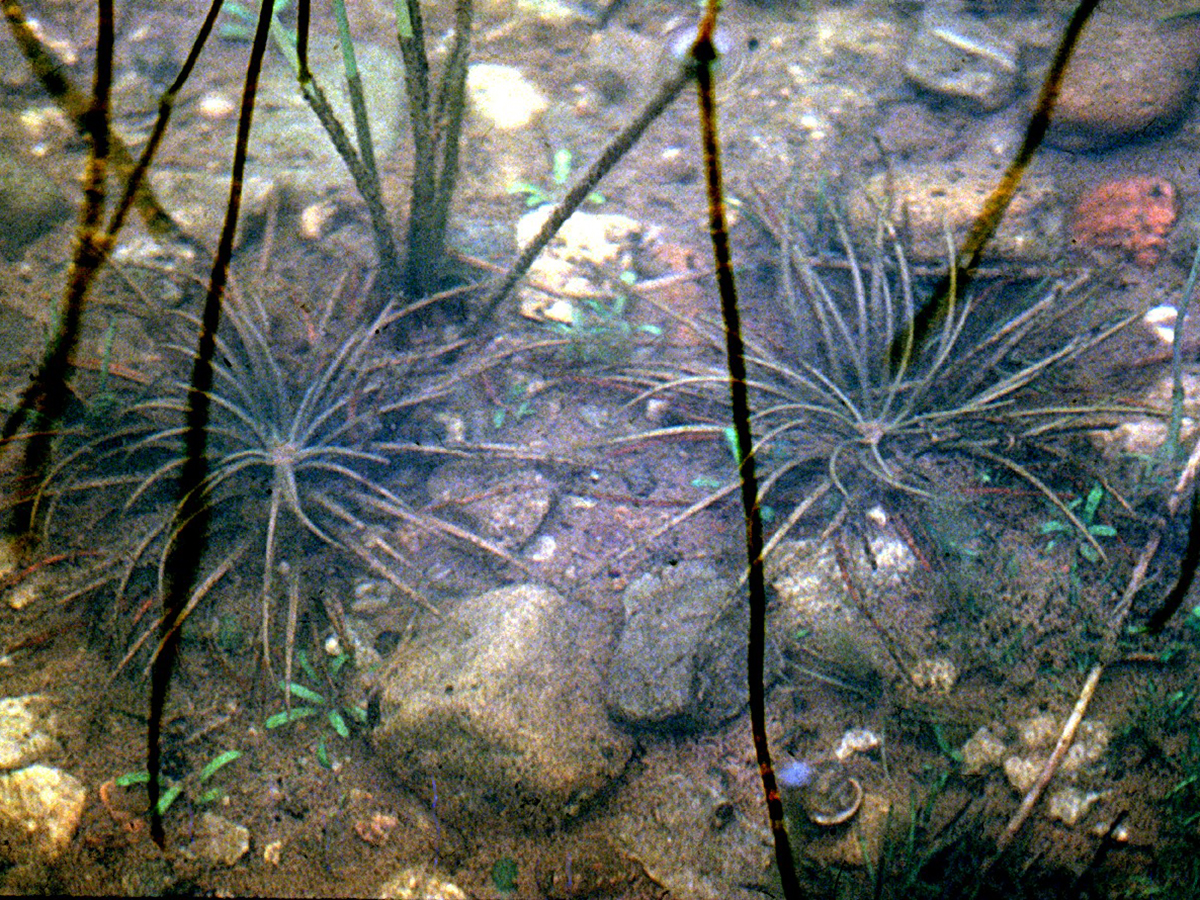
En su hábitat

## Distribución y hábitat
Crece en el fondo de lagos de alta montaña entre 1700 y 2500 m sobre el nivel del mar. Su área de distribución abarca las regiones septentrionales de Europa y América. Se encuentra en el norte y centro de la Europa continental (Noruega, Finlandia, Suecia, Francia, Países Bajos, Dinamarca, Alemania, Suiza y Polonia) con poblaciones hasta Rusia por el este y muy fraccionadas en la Península ibérica y posiblemente norte de la península itálica. Aparece también en las islas británicas, Islas Feroe, Islandia y Groenlandia. En el norte de América está presente en Canadá (provincias de Saskatchewan, Manitoba, Ontario, Quebec, Terranova y Labrador y Territorios del Noroeste donde alcanza su límite occidental) y Estados Unidos (estados de Maine, Vermont, Nuevo Hampshire, Nueva York, Massachusetts, Connecticut, Nueva Jersey, Wisconsin, Minnesota, Virginia y Tennessee, límite sur de su distribución).

## Descripción
Isoetes lacustre es una planta de hábito acuático lacustre que coloniza el fondo de masas de agua frías hasta los tres metros de profundidad siempre que haya una baja concentración de nutrientes. Morfológicamente consta de una roseta de hojas aciculares rígidas sin estomas, con sección circular y con el margen membranoso pardo, una tallo trilobulado muy corto sin filopodios y cortos rizomas. Estas hojas son particularmente quebradizas con dimensiones variables de entre 2 y 3 milímetros de diámetro y entre 8 y 20 centímetros de longitud.
Su reproducción sexual tiene lugar a partir de esporas producidas en esporangios. Estos esporangios conservan en su tercio superior parte del velo y originan esporas esferoidales femeninas, megasporas, de entre 600 y 650 micrómetros y esporas masculinas elipsoidales, microsporas, de entre 35 y 39 micrómetros.

## Taxonomía
Isoetes lacustris fue descrita por Carlos Linneo y publicado en Species Plantarum 2: 1100. 1753.
Sinonimia
- Isoetes lacustre L. (1753)[6]
- Isoetes lacustris var. lacustris
- Isoetes macrospora Durieu
- Isoetes rossica Gand.[7]
- Calamaria lacustris  (L.) Kuntze
- Isoetes heterospora  A.A. Eaton
- Isoetes hieroglyphica  A.A. Eaton
- Isoëtes tuckermanii  A. Braun ex Engelm.  var. heterospora  (A.A. Eaton) Clute[8]